# Malenella
Malenella is een geslacht van spinnen uit de  familie van de Macrobunidae. 

## Soort
- Malenella nana Ramírez, 1995